# Hostal de Palà
L'Hostal del Palà durant el s. XVIII Vacarisses: Ubicat a peu del km 35,5 de la C-58.
Aquest és un d'aquests edificis, què les modificacions i remodelacions durant anys, hi han emmascarat del tot el seu origen i funció.

## Història
Hem de pensar en un temps d'il·lustració catalana, un període de premodernització industrial, i d'una economia en procés d'expansió. Però, també en un temps i una història catalana, on l'absolutisme monàrquic, la pervivència de l'antic règim i la pagesia catalana benestant, coneguts com a pagesos grassos, formaven un combinat.
Estava ubicat en un punt clau i privilegiat per la seva època. Cruïlla de camins i gual que permetia el pas de la riera Marà - riera del Palà, per poder seguir cap Esparreguera, Olesa de Montserrat, Martorell o cap a l'històric camí romeu en aquest tram, que anava cap a Montserrat.
Devia ser un bon negoci familiar, per l'afluent pas d'hostes, comerciants o peregrins que transitaven per aquí. Tot i ser un edifici modest i de dimensions més aviat petites, si comparem amb els seus coetanis l'Hostal de la Creu o l'Hostal de Torrella, tot i això, aquest hostal, va tenir la seva popularitat en el moment.

## Actualitat
Aquest històric hostal, avui reconstruït en habitatge particular, formava lligams familiars amb el mas del Palà (ubicat molt a la vora). El mas, avui dia, dona nom a la urbanització El Palà de Vacarisses, dividit en can Xoles del Palà i les Comelles del Palà, però conegut genèricament com; El Palà.